# 광주 FC 2012 시즌
광주 FC의 2012 시즌은 광주 FC의 두 번째 K리그 시즌이다.

## 같이 보기
- 광주 FC